# Quadrillion
Un quadrillion (ou quatrillion) est l'entier naturel qui vaut 1024 (1 000 000 000 000 000 000 000 000) en échelle longue. Ce nombre est égal à mille trilliards (103 × 1021), un million de trillions (106 × 1018) ou encore (106)4 (un million puissance quatre, d'où le terme). Mille quadrillions valent un quadrilliard.
Le préfixe correspondant au nombre 1024 dans le Système international d'unités (SI) est yotta, de symbole Y.
En échelle courte, un quadrillion désigne le nombre 1015 (1 000 000 000 000 000), et le nombre 1024 se dit septillion. 
En physique, dans le système impérial, le quadrillion ou quad (on trouve aussi Quad, voire QUAD), est une unité de mesure d'énergie valant 1015 BTU, ou 1 PBtu (PetaBritish thermal unit), soit 1,056 EJ (exajoule) = 1,056 × 1018 J.
Un quadrillionième est l'inverse d'un quadrillion : 10−24 en échelle longue, 10−15 en échelle courte.